# Copelatus barbouri
Copelatus barbouri är en skalbaggsart som beskrevs av Young 1942. Copelatus barbouri ingår i släktet Copelatus och familjen dykare. Inga underarter finns listade i Catalogue of Life.